# Guzki (powiat ełcki)
Guzki (niem. Gusken) – wieś w Polsce położona w województwie warmińsko-mazurskim, w powiecie ełckim, w gminie Ełk.
W latach 1975–1998 miejscowość należała administracyjnie do województwa suwalskiego.